# Ayutthaya (kungarike)

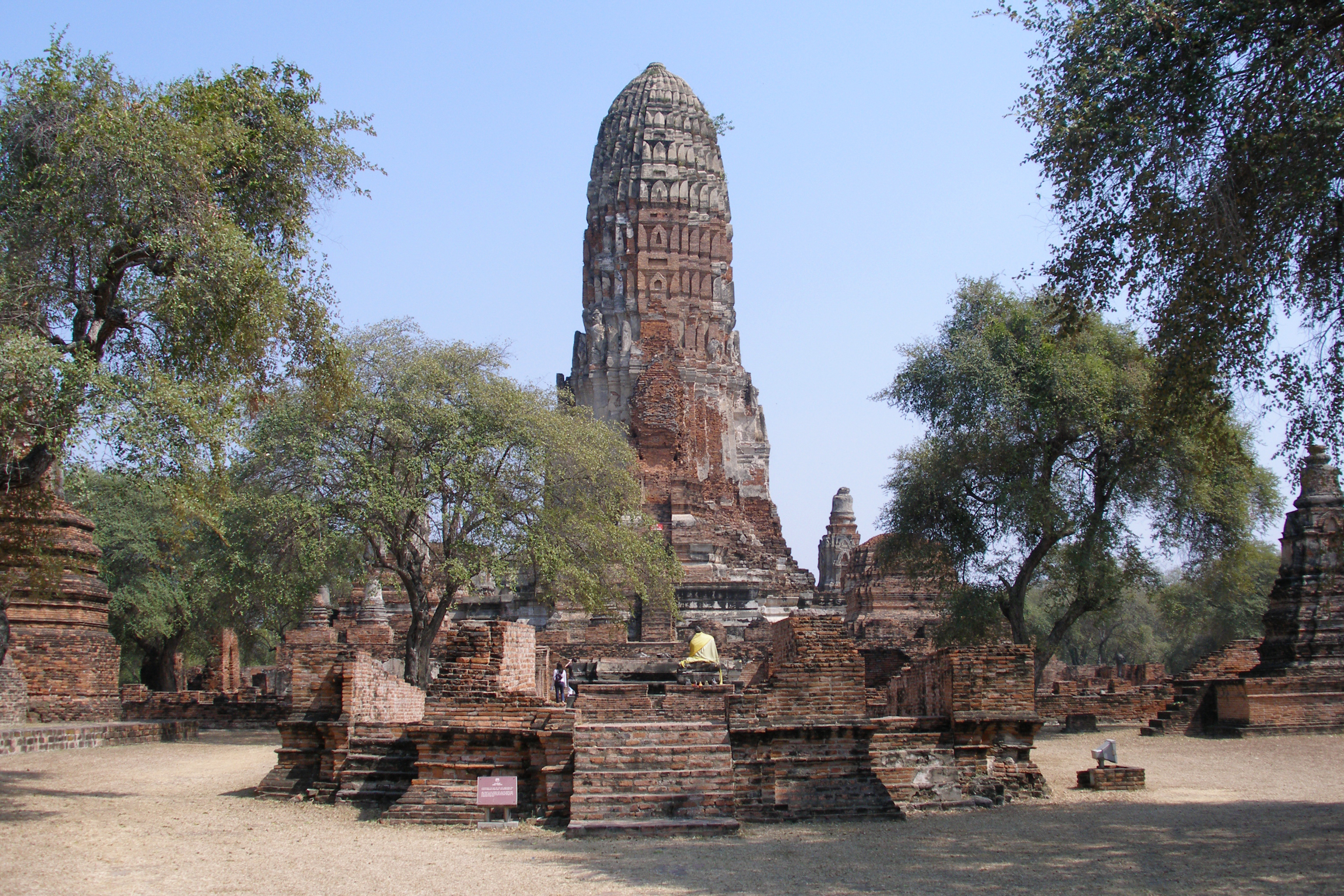
Ruiner från Ayutthaya.

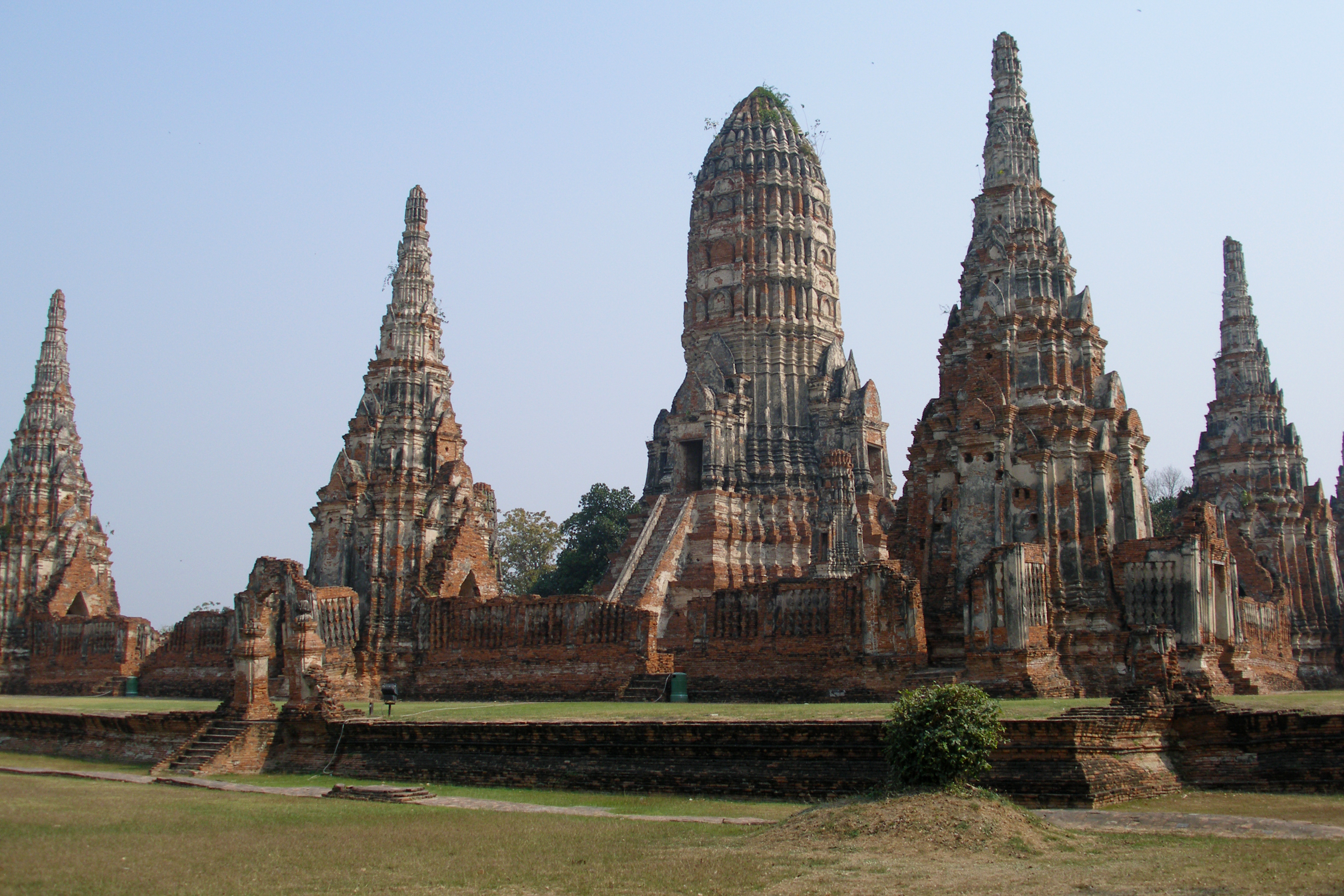
Ruiner.

Ayutthaya (thai: อาณาจักร อยุธยา) var ett thailändskt rike som existerade från 1351 till 1767. Genom öppenhet och tolerans mot utländska handelsmän och diplomater kom en stor del av handeln i Asien att gå via Ayutthaya. I staden fanns köpmän från Kina, Indien, och Persien, och när europeiska skepp blev vanligare, även handelsmän från Portugal, Spanien, Nederländerna och Frankrike, och dessa tilläts slå sig ner i huvudstaden. Kungariket kom under en period att vara det mäktigaste i Sydostasien. Ayutthaya bedrev en expansiv politik mot sina grannländer men blev besegrat av Burma 1569. Efter några årtionden växte landet återigen tack vare handel och dugliga monarker. Inre spänningar försvagade landet, och när Burma 200 år senare åter invaderade Sydostasien innebar det slutet för Ayutthaya.

## Uppgång
Ayutthaya var ett kungarike i Sydostasien som under sin storhetstid till stor del sammanföll geografiskt med dagens Thailand. Det grundades 1351 av Ramathibodi I där floden Pasak och Lopburi flyter samman med Chao Phraya. Staden fick namnet Ayutthaya och gav senare namn åt kungariket. Dagens Thailand bestod på 1300-talet av flera mindre thairiken. Den västra delen av Chao Phraya slätten kontrollerades av Suphanburi och den östra av Lopburi, men båda rikena var svaga och gränsen löst definierad. Dessa två riken kom att inlemmas i Ayutthaya under 1300-talet och de första kungarna kom från två olika familjer, en från vardera område. De tidiga kungarna av Ayutthaya expanderade därefter på bekostnad av Khmerriket i öster och Sukhothai och Lan Na i norr.
En viktig orsak till Ayutthayas framgång var det strategiska läget mellan de stora handelsnationerna i Asien. Handelsrutterna mellan västra och östra delen av gamla världen gick via Sydostasien. Alternativet, karavanvägarna genom Centralasien, hade haft en storhetstid under Mongolväldet men när mongolväldet föll samman minskade betydelsen av denna förbindelselänk och en ökning skedde av handeln via Sydostasien.
När mongolerna invaderade Kina i början av 1200-talet ledde det till ett avstannande av handeln. Kina kom att stabiliseras under Mingdynastin och en kraftig ökning av handeln skedde. Kinesiskt porslin och silke exporterades till västra Asien medan bland annat kläder från Indien gick i motsatta riktningen. Dessutom fanns många exklusiva varor i Sydostasien som efterfrågades. De traditionella hotbilderna mot thairikena var dessutom försvagade; i Kina skedde ett dynastiskifte, Vietnam expanderade söderut mot Champa, och dagens Myanmar, varifrån det största hotet senare skulle komma, var splittrat.

## Staden

Karta över Ayutthaya

Huvudstaden Ayutthaya, som hade givit landet dess namn, är belägen vid Chao Phraya där den förenas med floderna Pasak och Lopburi. Floderna var viktiga handelsleder och de tre floderna förenar en stor del av dagens Thailand. Troligtvis fanns det en annan stad i närheten av Ayutthaya innan staden grundades. Den äldre staden kan ha övergivits på grund av ett utbrott av en epidemi vilket inte var en helt ovanligt orsak till att städer övergavs vid denna tid. Några tempel och buddhastatyer härstammar från perioden innan 1350, vilka skulle kunna blivit byggda vid en stad som låg i området tidigare. När staden anlades var området nästan helt omgivet av vatten från de tre floderna. Genom att gräva en kort sträcka blev Ayutthaya en ö som därmed var lätt att försvara. En lermur byggdes runt delar av ön som senare ersattes av en tegelstensmur. En portugis som besökte staden på 1500-talet gav den smeknamnet österns Venedig.

## Expansion i Sydostasien
En av de mer långvariga regenterna var kung Boromma Trailokanat (1448-1488) som kom att utveckla byråkratin. Medborgarna fick olika sakdi na (åkermakt) tilldelade efter sin ställning. En slav hade 5 sakdi na medan en bonde hade 25, därefter ökade antalet sakdi na beroende på personens ställning i samhället. Vilken sakdi na en person hade påverkade dess juridiska ställning: en person med högt antal dömdes lindrigare än en person med lågt antal även om brottet var detsamma. Systemet kom att bestå fram till slutet av 1800-talet. Dessutom delades byråkratin in i en civil och en militär del som i sin tur delades in i departement.
Ayutthayas rivaler om att vara ledande nation bland thai-folken under andra halvan av 1400-talet var Lan Na och Lan Xang. Den stora fördelen Ayutthaya hade mot dessa var att det var en kuststat som gynnades av den globala ökningen av handeln under 1400- och 1500-talet. Inkomsterna från handeln spenderades bland annat på armén vilket möjliggjorde fler erövringar och därmed ännu bättre möjligheter för handeln. Innan Ayutthaya grundades hade Burma och Khmerriket stridit om norra Malackahalvön, som var viktig för den väst-östliga handeln i Asien. När Ayutthaya lyckades lägga beslag på Tenasserim och Tavoy gav det tillgång till handeln via Bengaliska bukten utan att behöva gå via Malacka sultanet som kontrollerade Malackahalvön vilket i ännu högre utsträckning stärkte kungarikets position som handelsnation.
Under kung Ramathibodi II byggdes en stor mängd religiösa byggnader. De första avtalet med portugiserna skrevs som gav dem handelsrättigheter och rätt att bosätta sig i huvudstaden i utbyte mot vapen och ammunition. Lan Na invaderade i norra Ayutthaya 1507 men slogs upprepade gånger tillbaka.
Strider om tronföljden 1548 försvagade Ayutthaya och Toungoo såg sin chans. Även Khmerriket passade på att göra räder i de östra delarna, men en snabbt ihopsamlad armé lyckades stoppa invasionerna. Att Burma skulle utgöra ett hot även i fortsättningen var uppenbart och efter kriget följde en upprustning av armén och försvarsverk. En ny burmesisk armé trängde in i Thailand 1564 och Ayutthaya fick kapitulera. Ett nytt burmesiskt anfall kom 1568 och med hjälp av sin allierade Maha Thammaracha besegrades Ayutthaya som blev en vasall till Burma.

## Kontakt med européer

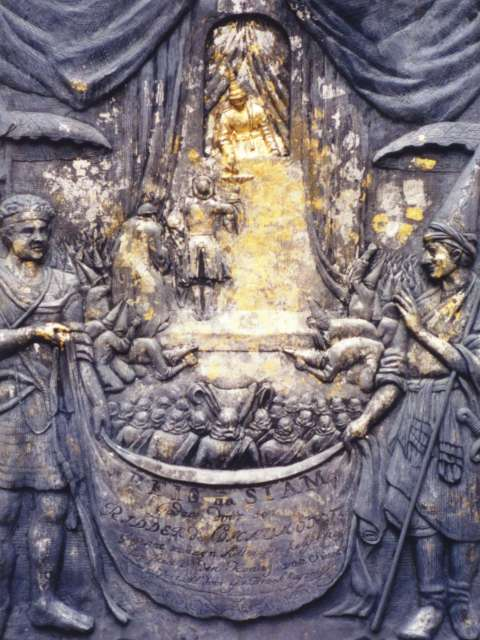
Narai ger en fransk ambassadör audiens

Den första kontakten med ett Europeiskt land skedde med Portugal 1511 efter att de hade erövrat Malacka. Portugiserna introducerade musköter och slogs tillsammans med Ayutthaya mot dess fiender och hjälpte även till med fästningsbyggande. När portugiserna började utgöra ett hot mot Ayutthaya söktes nya allierade. De första holländarna hade anlänt på portugisiska skepp, men Nederländerna växte allt mer som handelsnation och blev det naturliga valet när Ayutthaya sökte nya allierade. Genom att ge holländarna handelsrättigheter och rätt att slå sig ner i huvudstaden skapades goda relationer. Holländarna undvek att lägga sig i Ayutthayas inre angelägenheter. Nederländerna kom att bli det europeiska land som lyckades bäst med handeln i Ayutthaya.
När holländare 1664 använde våld för att få till stånd ett avtal så sökte Ayutthaya hjälp från Frankrike. Rykten om att kung Narai skulle gå att konvertera till kristendomen, och därmed på sikt kunna konvertera hans undersåtar, skapade ett intresse i Frankrike för en allians. Ingenjörer byggde fort och missionärer försökte sprida kristendom och ägnade sig åt utbildning. Den tolerans som fanns i Ayutthaya mot utlänningar och olika religioner bidrog bland annat till att kristna missionärer som hade Franska Indokina som verksamhetsområde använde staden Ayutthaya som bas.
En engelsk äventyrare nådde 1587 Chiang Mai som gränsade till Ayutthaya och hans rapport tillsammans med flera andras ledde till att Brittiska Ostindiska Kompaniet grundades. Engelsmännen etablerade sig flera gånger i Ayutthaya men varje gång avvecklades verksamheten efter några år, oftast på grund av problem med att uppnå lönsamhet i handeln.

## Export
Ayutthaya hade många varor som efterfrågades i andra delar av världen. Elfenben var en eftertraktad lyxprodukt. Tama elefanter var vanliga och en viktig exportvara, främst till Indien. Elefanterna transporterades gående till dagens Myanmar, för att sedan forslas med båt över Andamansjön vilket ofta var en krävande resa för elefanterna vilket resulterade i att många dog på vägen. Elfenben från elefanter var även det efterfrågat. Elefanter finns fortfarande kvar vilket inte noshörningen gör, vars horn var eftertraktade främst bland kineser som medicin. Päls från hjort var en stor exportvara för Nederländska ostindiska kompaniet, under 1600-talet exporterades över 100 000 pälsar och skin per år, främst till Japan.
Skogarna erbjöd inte bara djur och produkter från djur. Järnträd, teak och något kineserna kallade Sha-lo var eftertraktat. Järnträd är ett hårt träslag som lämpar sig för byggnader. Till båtbyggen efterfrågades Sha-lo, och eftersom siameserna var duktiga skeppsbyggare beställdes ofta färdiga båtar av Kina istället för att importera råvarorna. Färgämnen från växter, medicinalväxter, ämnen till parfymer och rökelser samlades i skogarna och exporterades. Även bly och tenn var viktiga mineraler som efterfrågades.

## Stormaktstiden

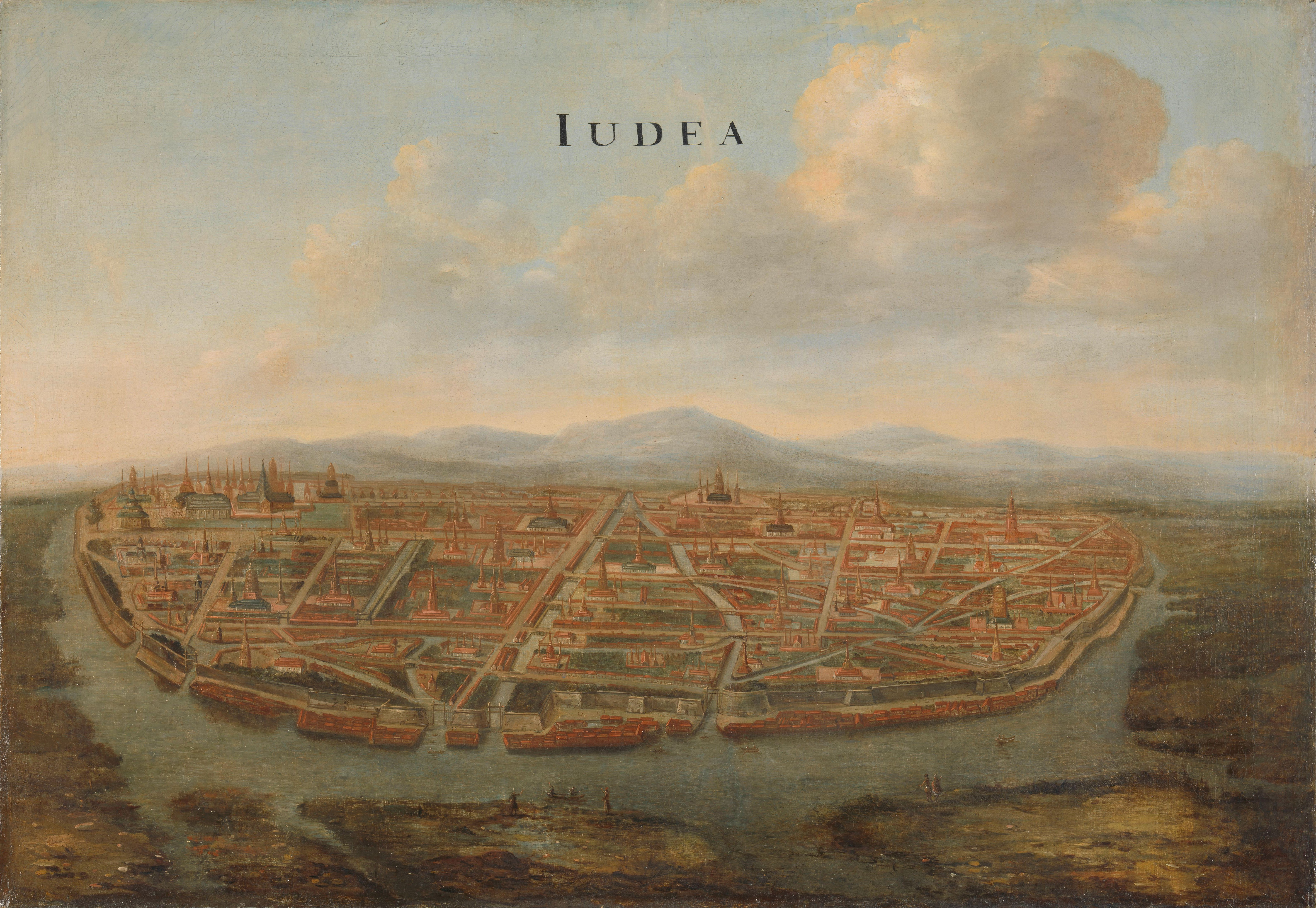
Målning av Ayutthaya, beställd av Holländska Ostindiska Kompaniet i Amsterdam

Efter att Ayutthaya hade blivit en vasallstat 1569 till Burma blev Maha Thammaracha utsedd till kung. Handeln, som hade varit viktig för välståndet, avstannade och kom åter i gång först i början av 1600-talet. Ayutthaya blev ett lätt byte för grannstater, Kambodja kunde plundra och tillfångata människor utan att möta mycket motstånd eftersom fort hade raserats av burmesiska styrkor och försvarsstyrkorna var begränsade. Kambodja genomförde sex kampanjer mellan 1570 och 1587.
Naresuan var son till Maha Thammaracha och hade varit gisslan hos Burma efter nederlaget. Han återvände 1571 och blev utnämnd till kronarvinge samtidigt som han blev befälhavare i armén. Han slogs framgångsrikt mot de kambodjanska anfallen och deltog i strider tillsammans med Burma mot dess fiender. Naresuan fick 1583 information om att Burma hade arrangerat ett bakhåll för honom under en kampanj. Om det var personliga motsättningar med Burmas kung eller hans kompetens som befälhavare som var orsaken är oklart, men Naresuan samlade ihop sina trupper och drog sig tillbaka mot huvudstaden.
Flera burmesiska expeditioner misslyckades mellan 1585 och 1587 att besegra Naresuan. Burma samlade 1592 ihop en stor armé för att slutgiltigt besegra Naresuan. 18 januari 1593 mötes styrkorna vid Nong Sarai. Striden kom att avgöras genom en elefantduell när Naresuan dödade den burmesiska kronprinsen och den burmesiska armén flydde i oordning och Ayutthayas självständighet var tryggad. Naresuan genomförde under de följande åren militära expeditioner mot Burma, Kambodja, Pegu och Toungoo fram till sin död 1605. Ayutthaya hade gått från att vara en vasallstat till en regional stormakt. Inga grannländer utgjorde längre något militärt hot och man hade goda relationer med de europeiska stormakterna i regionen, Spanien och Portugal, och med Kina och Japan. Territoriet hade utökats och Tanintharyi hade infogats vilket gav tillgång till hamnar mot Bengaliska bukten. 
Under ordnade former efterträddes Naresuan av sin bror Ekathotsarot, men därefter kom tronföljden att vara en öppen fråga vilket ledde fram till flera kriser. Ekathotsarot sände en ambassadör till Nederländerna för att få ett ökat handelsutbyte och balansera Portugals inflytande. Nederländerna kom att vara Ayutthayas viktigaste allierad fram till kung Narai som skapade ett bredare relationsnät med olika europeiska kolonialmakter.

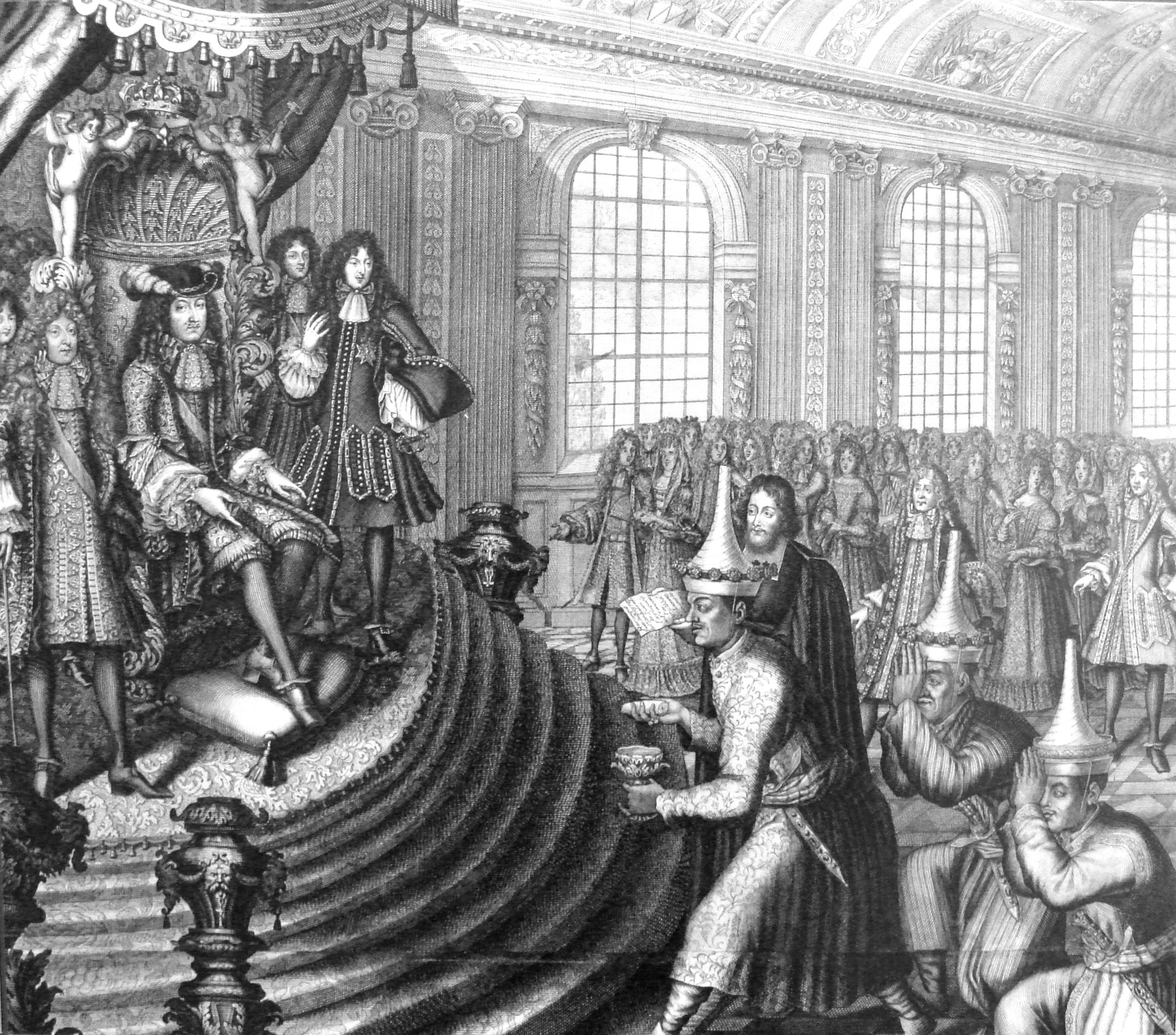
En thailändsk delegation besöker kung Ludvig XIV 1686

Den grekiska äventyraren Constantine Phaulkon som kom till Ayutthaya 1678 fick ett allt större inflytande på utrikespolitiken och han uppmuntrade ett närmande till Frankrike på bekostnad av Nederländerna och olika muslimska intressegrupper från Persien och Malaysia som hade vuxit sig starka i landet genom handelsutbyte med dessa länder. En allians mellan de båda länderna skrevs under 1686 och gav Frankrike handelsrättigheter och rätt att stationera soldater i Ayutthaya. Jesuitmissionärer sändes till Ayutthaya och försök gjordes att konvertera Narai till kristendomen. Thailändska diplomater besökte både Paris och Haag. 
Det ökande utländska inflytandet, de franska soldaterna och missionärerna oroade många, båda buddhistmunkar, militärer och vanligt folk. När Narais hälsa försämrades och det stod klart att han snart skulle avlida genomfördes en revolution. Resultatet blev att Constantine Phaulkon och flera tronarvingar avrättades och en ökad misstänksamhet mot utlänningar.

## Efter revolutionen 1688
Tiden närmast efter revolutionen präglades av revolter och konflikter om tronföljden. När Thai Sa blev kung så var hans tillträde inte ifrågasatt och hans regeringstid innebar inre stabilitet. Thai Sa började intervenera i Kambodjas tronföljd i konkurrens med Vietnam. Även om Thai Sa inte lyckades föra sin kandidat till den kambodjanska tronen så valde Kambodja att härefter betala tribut till Ayutthaya. Från och med nu kom Ayutthaya och dess efterföljare att med jämna mellanrum lägga sig i vad som hände i Kambodja, ofta i konkurrens med Vietnam.
Under Thai Sa ökade handeln med Kina kraftigt, mycket tack vare att kinesiska myndigheter lättade på restriktioner som tidigare hade funnits. Tidigare hade holländska handelsmän kontrollerat handeln mellan Kina och Ayutthaya men nu kom kinesiska handelsmän att spela en allt större roll.

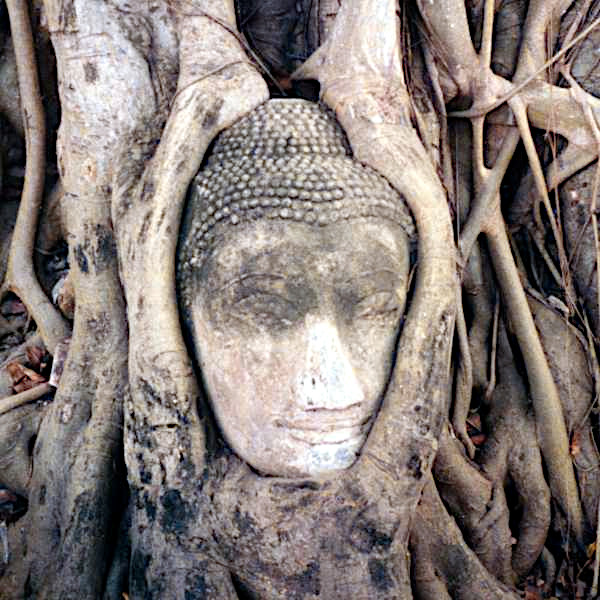
Övervuxet buddhahuvud i resterna av huvudstaden

Efter Thai Sas död blev det åter strid om tronen. Thai Sa hade tre söner varav han själv utnämnde en att efterträda honom. Hans bror prins Phon hade aktivt deltagit i regerandet och eftersträvade nu att själv styra. Det hela resulterade i ett slag där den kraftigt militärt underlägsne Phon vann och installerade sig själv som kung med namnet Song Tham. Utåt sett var landet starkt, Ayutthaya fortsatte att lägga sig i Kambodjas tronföljd, och dagens Burma bestod av flera stater som stred sinsemellan. Däremot fanns det spänningar inom landet.
I Burma fick Ava en ny karismatisk ledare som fick stor uppslutning och erövrade den rivaliserande staten Pegu. Han vände sig sedan mot Ayutthaya och belägrade huvudstaden. Kungen skadades vid belägringen och han dog på väg tillbaka till Burma, efter att belägringen hade avbrutits. Några år senare kom en stor burmesisk armé tillbaka och började ta sig an mindre stater i Laos och norra Thailand. Till slut var Ayutthaya ensamt och brist på förberedelser och oförmåga att mobilisera soldater ledde till slut till att huvudstaden intogs 1767. Burmesiska soldater plundrade staden grundligt, satte eld på allt som var brännbart och förde bort stora delar av befolkningen som fångar